# Miccolamia bicristata
Miccolamia bicristata là một loài bọ cánh cứng trong họ Cerambycidae.